# San Luis de Palenque
San Luis de Palenque là một khu tự quản thuộc tỉnh Casanare, Colombia. Thủ phủ của khu tự quản San Luis de Palenque đóng tại San Luis de Palenque Khu tự quản San Luis de Palenque có diện tích 3057 ki lô mét vuông. Đến thời điểm ngày 28 tháng 5 năm 2005, khu tự quản San Luis de Palenque có dân số 5566 người.